# Войновичи (средневековая династия)

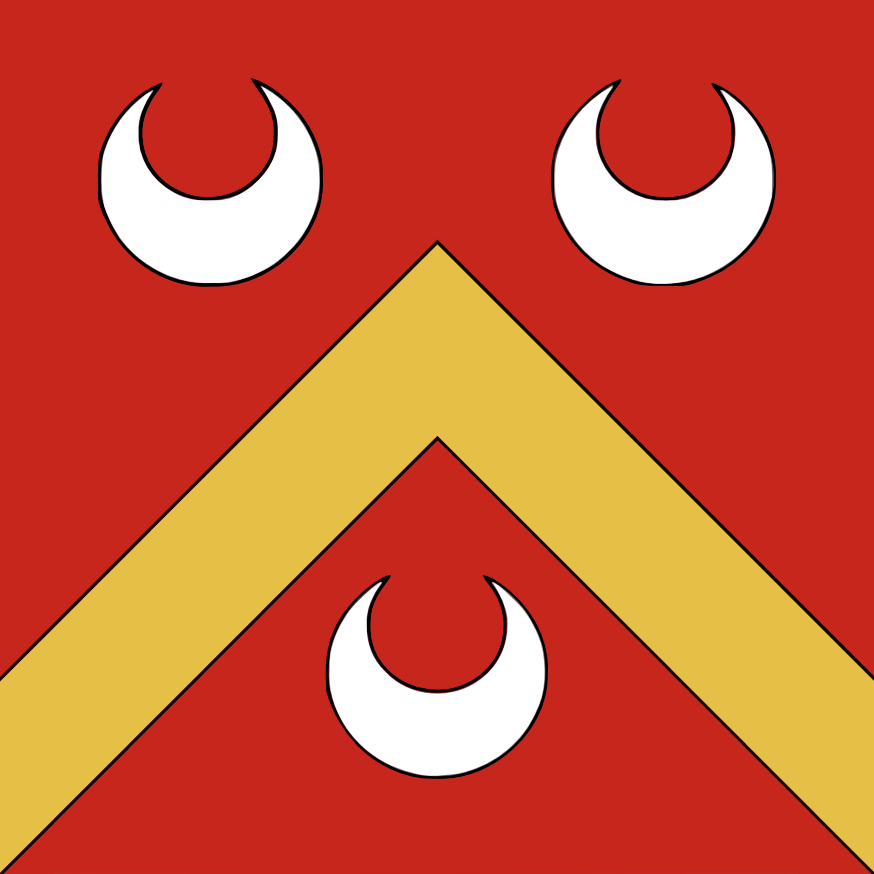
Знамя Войновичей

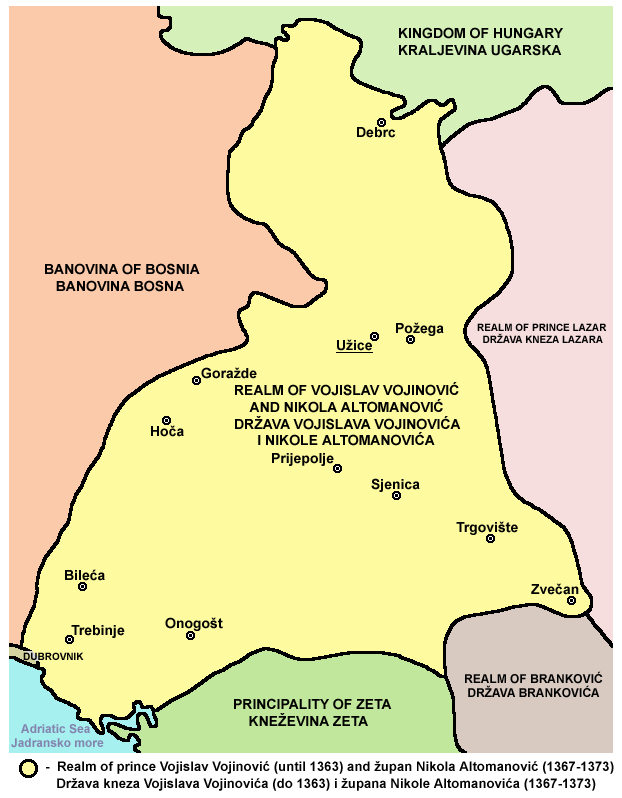
Земли под управлением Николы Алтомановича

Войновичи (серб. Војновићи) — знатная сербская семья, сыгравшая значительную роль в истории средневековой Сербии в XIV веке. В своем расцвете представители рода правили на обширных землях от Рудника до Адриатического моря.

## История
Знатный род Войновичей происходит от воеводы Воина, состоявшего на службе у Стефана Дечанского. В войне за престол между Стефаном и Константином, Воин поддержал Стефана. После победы в войне, Стефан пожаловал ему за заслуги титул князя и город Гацко с округой. Воин женился на принцессе Теодоре и у них было четверо детей: сыновья Милош, Алтоман и Воислав и дочь Воислава. Он умер предположительно в 1348 году.
Старший сын Воина Милош упоминается в 1332 как один из подписавших хартию, посланную Дубровницкой республикой царю Стефану Душану об уступке города Стон. Так же известно что к 1351 году он уже был мертв.
Но Милош сохранился в народной памяти, став героем сербского эпоса так называемого «предкосовского цикла».
Об Алтомане Войновиче, среднем сыне Воина, так же осталось немного информации. В 2 января 1335 года Он упоминается просто как сын Воина, а в 1347 году, во время своей свадьбы с дочерью Младена (основателя рода Бранковичей, уже как великий жупан, правитель обширной территории. В 1348 году родился их единственный ребёнок Никола Алтоманович.
Младший сын Воислав Войнович впервые упоминается в 1333 году как сын Воина. В 1345 у него в управлении уже были земли. А в царствование Стефана Душана, стал одним из самых видных сербских князей. После смерти своего брата Алтомана Войновича, Воислав присвоил себе большинство подвластных ему земель, оставив его жене и сыну Николе лишь небольшой клочок. На пике своего могущества в 1363 году Воислав неожиданно умер, оставив земли своей вдове Гоиславе.
Последним и самым влиятельным членом семейства Войновичей был Никола Алтоманович. После смерти своего дяди Воислава, он сразу начал экспансию и в течение года отвоевал земли своего отца, а потом и земли дяди став одним из крупнейших сербских князей. в 1368 году поддержал боснийского князя Санко Милтеновича в восстании против короля боснии Твртко I. В 1370 году Никола, вместе с князем Лазарем поддержал сербского короля Стефана в борьбе против князей Мрнявчевичей. Он участвовал в битве на Косовом поле в которой его армия была разгромлена, армия Лазаря отступила, а король Стефан был взят в плен и позже умерщвлен. Бывшие союзники Николы Санко Милтенович и князь Лазарь воспользовались слабостью оппонента и захватили часть его земель. Никола, оправившись от потерь направил все свои силы на Дубровник. После успешной компании Дубровник стал платить Николе дань. В 1371 году он вернул под свой контроль земли захваченные Лазарем. В 1373 он заключил союз с Венецией против Дубровника. Дубровчане, прознав о планах Николы, начали искать союзников и быстро собрали коалицию. Против Николы выступили Дубровчане, король Боснии Твртко I, князь Лазарь и король Венгрии Лайош I. В течение того же года войска союзников сломили силы Николы, его самого схватили и заточили в крепость. Годом позже Никола был ослеплен. Последнее упоминание о Николе Алтомановиче датируется 1395 годом.